# Le Peuple de la mer
Le Peuple de la mer est un roman de Marc Elder publié en 1913 aux éditions Oudin. Il reçoit le prix Goncourt la même année.

## Historique du roman
Le Peuple de la mer obtient le prix Goncourt en 1913, au onzième tour de scrutin, l'année où Marcel Proust publie Du côté de chez Swann — premier tome de À la recherche du temps perdu — sans que le roman soit cependant retenu dans la liste finale, contrairement à Alain-Fournier avec Le Grand Meaulnes et Léon Werth avec La Maison blanche qui sont âprement discutés durant trois heures dans les tours précédents alors que Roger Martin du Gard a fait ouvertement campagne pour son propre roman Jean Barois.

## Résumé
Le Peuple de la mer, c'est un ensemble de 3 chroniques : La Barque, la Femme, la Mer, qui racontent la vie des habitants du village de l'Herbaudière, sur l'île de Noirmoutier. L'auteur y décrit les destins qui s'entrecroisent de marins, de pêcheurs ou de gardiens de Phares...

## Influence du roman
Ce roman, et son contexte littéraire, sont cités — non sans ironie — dans le roman 14 de Jean Echenoz paru en 2012, notamment parce que la famille de l'auteur eut, à l'époque, Marc Elder pour relation proche.
Dans le Dictionnaire amoureux de la Bretagne (page 499), Yann Queffélec évoque Le Peuple de la mer ainsi que d'autres prix Goncourt reçus par des écrivains Bretons

## Éditions
- Le Peuple de la mer, chez G. Oudin & Cie éditeurs, Paris, 1913.
- Le Peuple de la mer en version électronique[4],[5]
- Le Peuple de la mer - Les Editions Nationales  (Coll. "La vie en France au début du XXe siècle"), 1946,  in-quarto broché sous chemise et étui cartonnés. Tirage limité à 1045 exemplaires (sous deux formats : in-quarto carré et in-quarto Tellière), illustré de 32 dessins et de 16 lithographies hors-texte par André Michel